# Yatagarasu

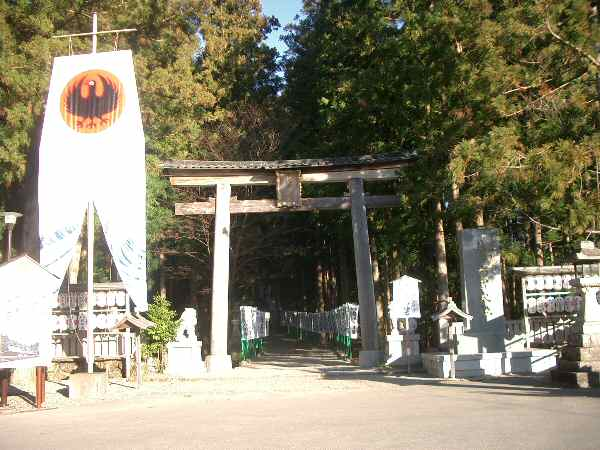
Yatagarasu auf einem Banner (links) am Kumano Hongū-Taisha

Yatagarasu bzw. Yatakarasu oder auch Yata no karasu (jap. 八咫烏; Karl Florenz übersetzt mit „Acht-Hand-Krähe“ im Sinne von „vielhändige (vielklauige) Krähe“, Motoori Norinaga interpretiert als „achtköpfige Krähe“) ist ein Kami in der Mythologie des Shintō. Er hat die Gestalt einer dreibeinigen Krähe.

## Ursprung
In den Mythen erscheint Yatagarasu als Gesandter der himmlischen Kami, der dem (ebenfalls mythischen) Jimmu-tennō bei seiner Eroberung Japans während des Feldzuges im Osten als fliegender Wegführer bis nach Uda (in der Provinz Yamashiro; der Überlieferung der Kumano-Schreine nach bis zum heutigen Standort des Kumano Nachi-Taisha) hilft. Im Kojiki schickt ihn Takagi no kami, der Jimmu vor den irdischen Kami im Landesinneren bewahren will. Im Nihonshoki ist es Amaterasu, die die Krähe schickt und Jimmu im Schlaf, nachdem sein Heer wegen der steilen und unwegsamen Berge nicht weiter ins Landesinnere vorrücken kann, in einem Traum vorher davon erzählt. In beiden Werken fungiert Yatagarasu später als Gesandter für Jimmu, um dessen Feinden Botschaften zu überbringen.
Im Kogoshūi wird Yatagarasu als Urahne der Kamo no Agata-nushi identifiziert. Das Shinsen Shōjiroku berichtet sogar, „daß der Urahne dieses Geschlechtes der von Kami-musubi no Mikoto abstammende Kamo Take Tsunomi no Mikoto gewesen sei und dieser die Gestalt der großen Krähe angenommen habe, um den erwähnten Dienst zu leisten.“ Die Kamo no Agata-nushi (im Nihonshoki auch Kazunu no Agata-nushi bzw. Kadono no Agata-nushi) waren die erste Familie von Hohepriestern am Kamigamo-Schrein.
Wegen seiner Fähigkeiten als Gestaltwandler spielt er in manchen esoterischen Shintō-Kulten eine wichtige Rolle.

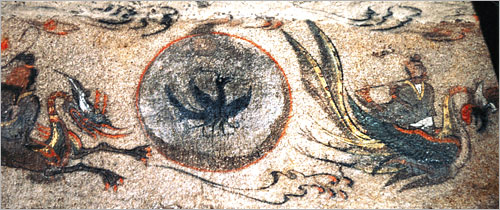
Koreanische Wandmalerei aus der Goguryeo-Zeit

In der Forschung wird zumeist angenommen, dass sich Yatagarasu aus ähnlichen Fabelwesen aus dem chinesisch-koreanischen Kulturraum entwickelt hat. Dafür spricht unter anderem, dass das Nihonshoki davon berichtet, dass im Jahr 650 während der Herrschaft des Kōtoku-tennō die Abgesandten aus China eine tote Krähe mit drei Beinen mitbrachten.

## Schreine
Dem Yamashiro Fudoki zufolge wurde Kamo Take Tsunomi no Mikoto unter dem Namen Kamo Take Tsunumi no Mikoto im West-Honden des Kamo-mi-oya-Schreins in der Provinz Yamashiro verehrt. Gegenwärtig wird er unter dem Namen Yatagarasu in dessen Tobe-sha (ein massha) verehrt.
Das Shoku Nihongi berichtet von einem Yatanokarasu-Schrein im Landkreis Uda der Provinz Yamato, der im neunten Monat des Jahres 705 eingeweiht worden sein soll, was einer entsprechenden Stelle im Götterverzeichnis (Jinmyōchō) des Engishiki entspricht.
Meist wird Yatagarasu unter dem Namen (Kamo no) Take Tsunumi no Mikoto verehrt, so unter anderem im Yatagarasu-jinja, ein Nebenschrein des Kumano Hongū-Taisha, im Kakehiko-jinja (ein massha des Kumano Nachi-Taisha), in drei weiteren Yatagarasu-jinja im Gebiet der ehemaligen Provinz Yamato, im zentralen Schrein des Mitsui-no-yashiro (ein sessha des Shimogamo-Schreins) und mit Tama-yori-hime im Mikage-jinja (ebenfalls ein sessha des Shimogamo-Schreins).
Im Kashihara-jingū wird Yatagarasu als Shinshi (Tiere, die als persönliche Diener von Kami fungieren) des Jimmu-tennō verehrt.

## Feste
In den Kumano-Schreinen werden Yatagarasu zu Ehren einige sehr bedeutende Feste ausgerichtet:
- Am Morgen des 1. Januar wird Wasser vom nahen Wasserfall zum Kumano Nachi-Taisha durch einen Priester gebracht, der eine schwarze Kappe namens Yatagarasu-bō trägt, die eine stilisierte Krähe darstellt. Dabei wird ein esoterisches und sehr geheimes Norito gesungen und Amulette (shimpu) für sichere Geburten oder zur Abwehr von Insektenschäden an der Reisernte angefertigt.
- Am Abend des 7. Januar (nach dem Lunarkalender) findet im Haiden des Kumano Hongū-Taisha das Yatagarasu shinji bzw. Hōin shinji statt. Dabei werden verschiedene Siegel mit dem Antlitz von Yatagarasu (go-ō-no-shimpu oder gyu-o) auf Papier gedruckt und an Gläubige im ganzen Land verteilt. Im Volksglauben heißt es, dass wer ein solches Siegel verbrennt und die Asche davon verschluckt, müsse die Wahrheit sagen, wenn er den Mund wieder öffne, ansonsten drohe ihm, dass er Blut speie oder gar sterbe.

## Sonstige kulturelle Bedeutung

Emblem des Fußballverbandes

Yatagarasu findet sich seit dem 3. Juni 1931 (Shōwa 6) auf den Emblemen der Japan Football Association und der japanischen Fußballnationalmannschaft wieder.
Zudem wurde am 4. Mai 2004 ein Asteroid aus dem Asteroidengürtel nach ihm benannt ((9106) Yatagarasu).